# Наугольный (станция)
Науго́льный — станция Большого кольца Московской железной дороги на участке Дмитров / Яхрома — Пост 81 км. Входит в Московско-Курский центр организации работы железнодорожных станций ДЦС-1 Московской дирекции управления движением. По основному характеру работы является промежуточной, по объёму работы отнесена к 3 классу.
Расположена у деревни Науго́льное Сергиево-Посадского района Московской области к северу от города Сергиева Посада. Открыта в 1944 году.
В некоторых расписаниях пригородных поездов, некоторых картах станция обозначена, как Науго́льная, это название неофициальное.
Промежуточная товарная станция со значительной грузовой работой. От Наугольного отходят подъездные промышленные пути в посёлки Реммаш и Богородское, самая крупная сеть путей ППЖТ общей длиной около 14,2 км принадлежит ООО «Сергиево-Посадский стеклотарный завод».
С начала 1990-х до лета 2009 года была конечной для прямых маршрутов электропоездов с Савёловского вокзала Москвы, в последние годы это была одна пара летом по выходным. На конец 2017 года работают только маршруты по кольцу (4 пары электропоездов от Александрова: до Дмитрова (одна) и Поварово III (три).
В рамках реконструкции данного участка Большого кольца с осени 2012 года на станции с южной стороны построен второй главный путь. В 2013 году разрушена старая платформа, к 2014 году построена новая островная платформа длиной 260 метров западнее старой, между I, II главными путями. В конце июля 2014 было произведено переключение станционного оборудования ЭЦ на микропроцессорную централизацию. Всего при реконструкции было демонтировано 4,3 км пути и уложено 6,5 км, демонтировано 17 стрелочных переводов и уложено 26 новых. Ныне на станции 8 транзитных путей (два главных и 5 приёмо-отправочных) и 4 тупиковых (вытяжных).
Ранее была станцией 4 класса.
Прилегающие перегоны:
- на восток к посту 81 км на совмещённый участок БМО и Ярославского направления: двухпутный: ветви № 3 (продолжение I пути) и № 4 (продолжение II пути);
- на запад, к станции Жёлтиково по БМО: однопутный по новому введённому в 2016 пути № II. Старый I путь разобран для капитальной реконструкции, продолжающейся по состоянию на конец 2017 года.

## Галерея

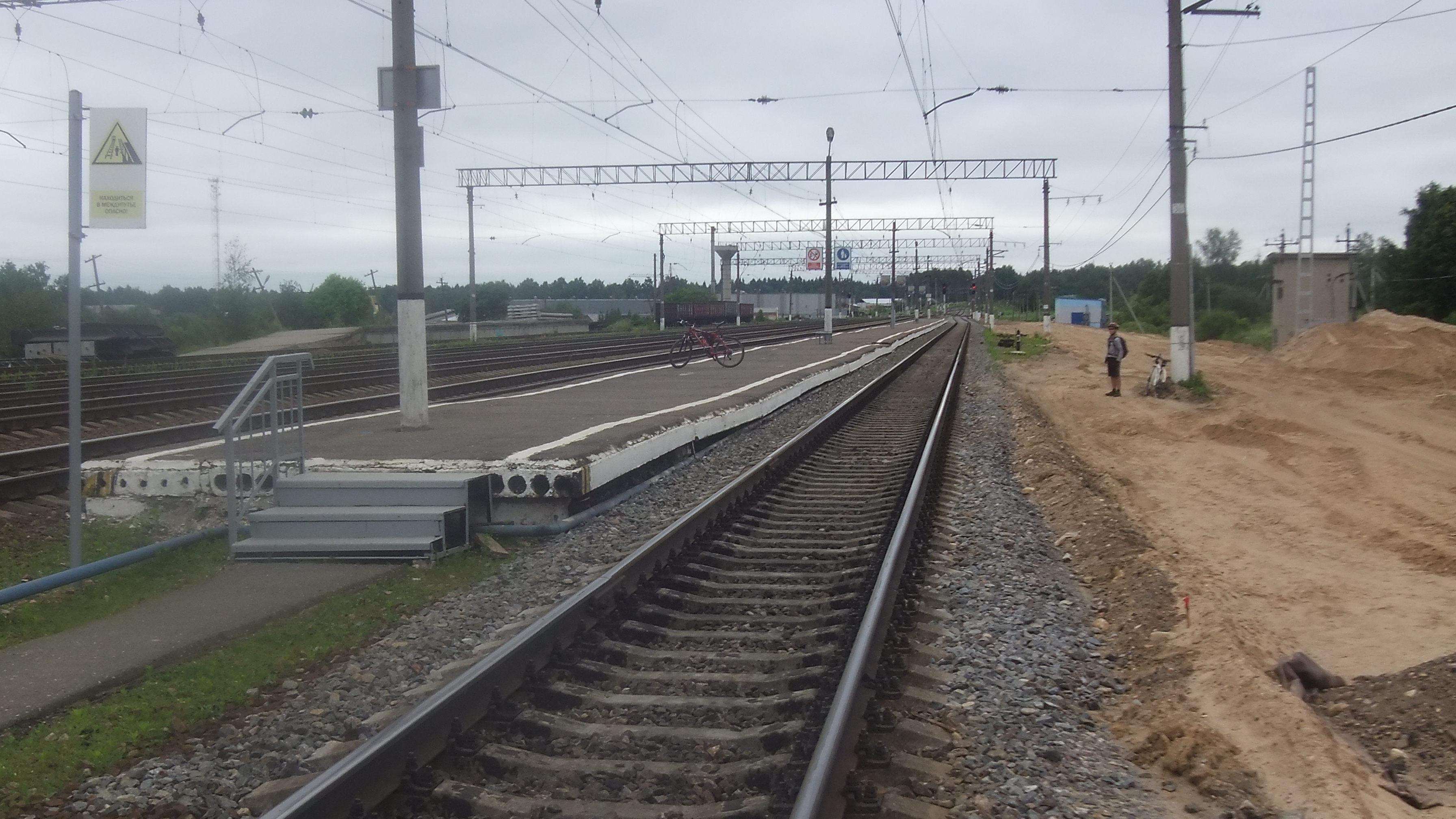
Снесённая платформа, вид от станционного здания
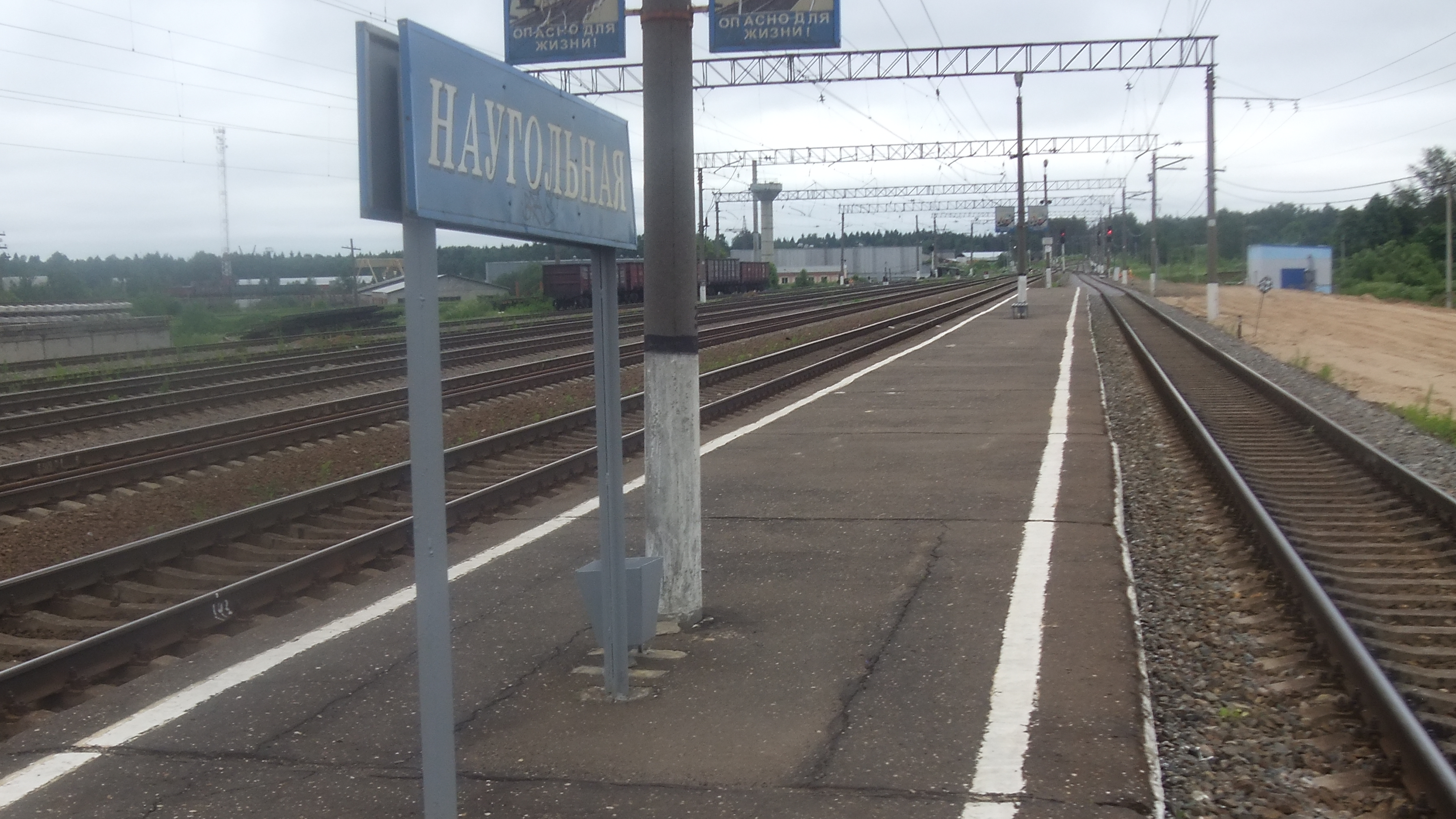
Снесённая платформа, вид на восток
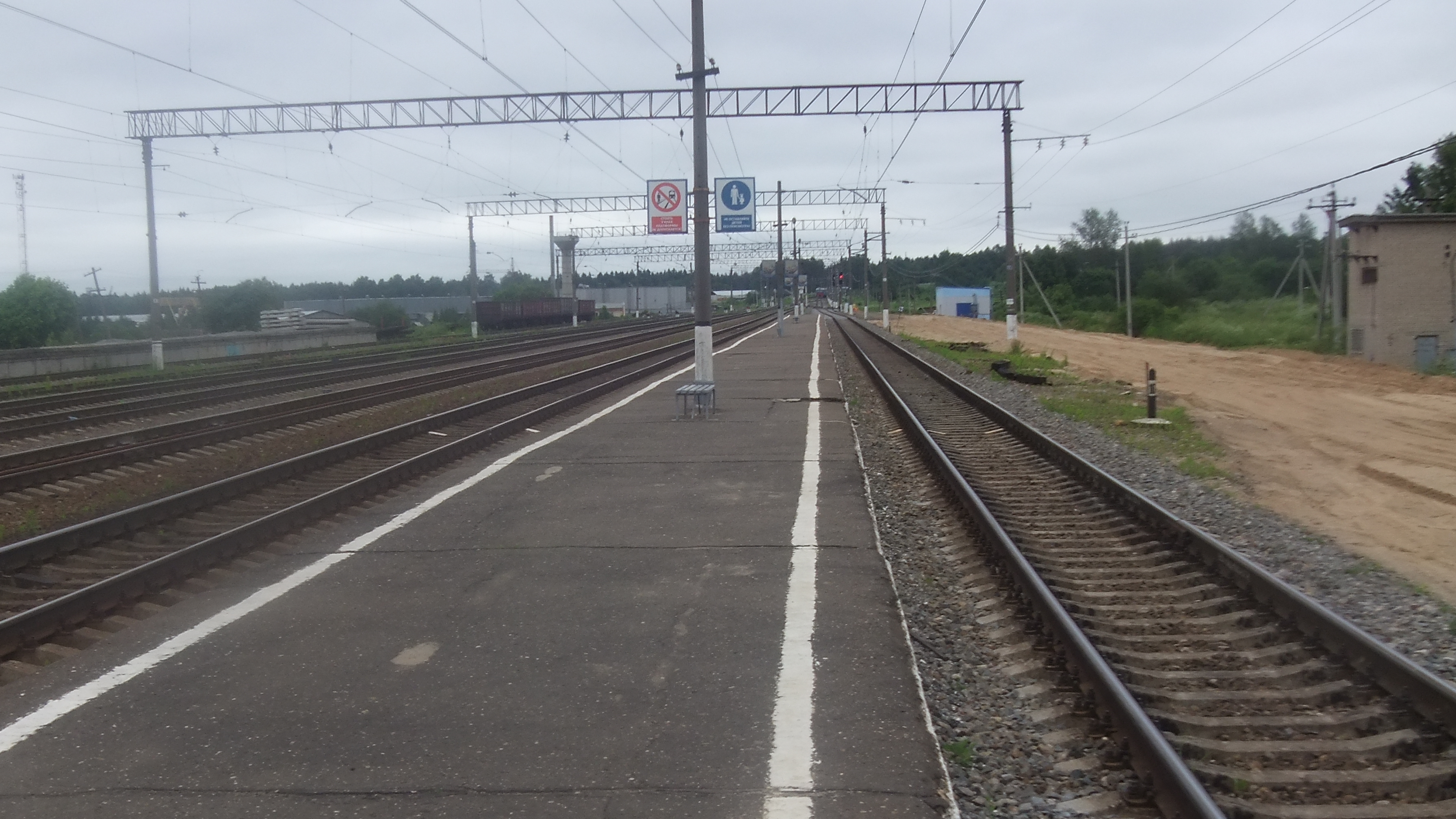
Снесённая платформа, вид на запад
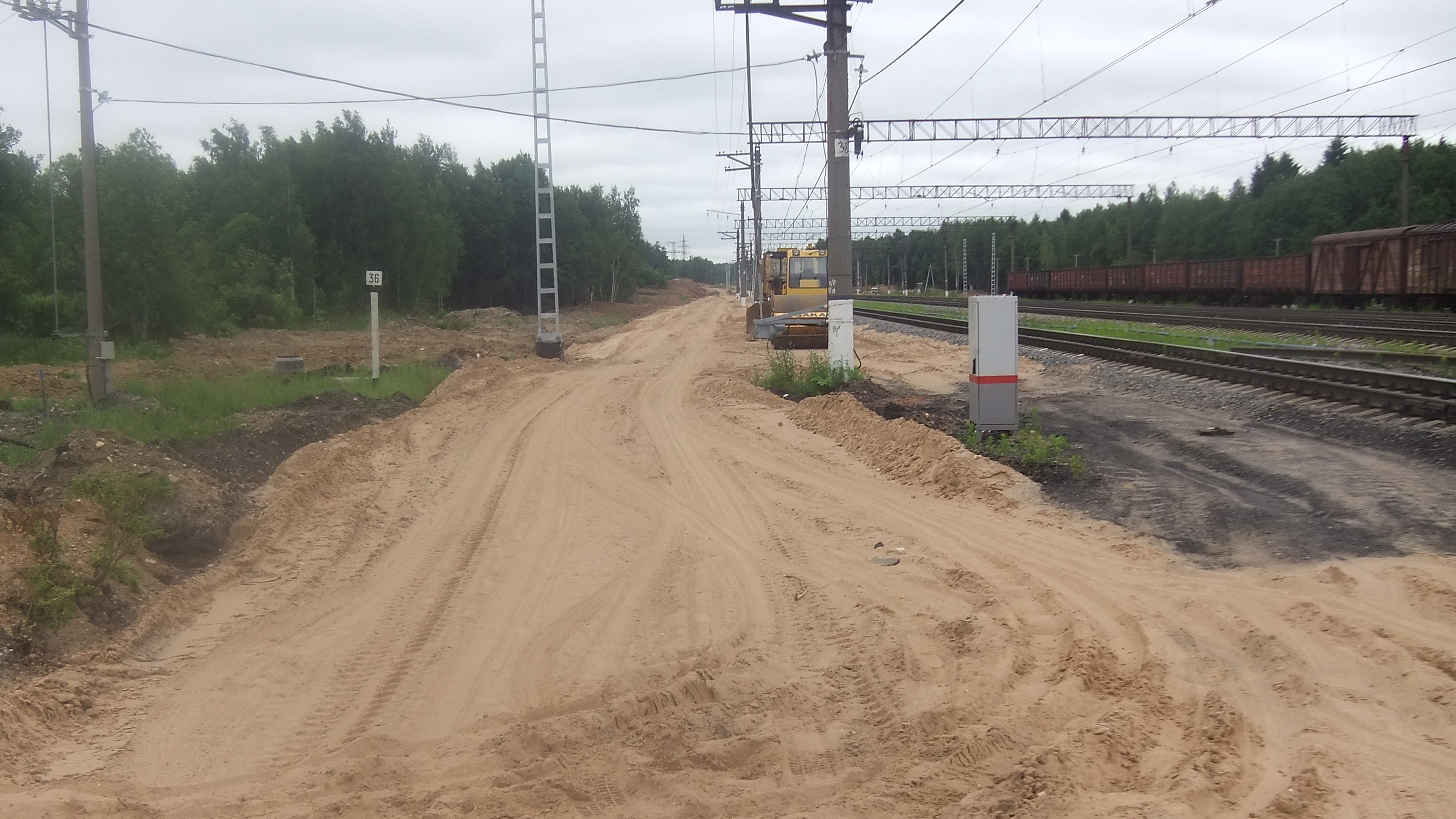
Строительство второго пути, июнь 2013
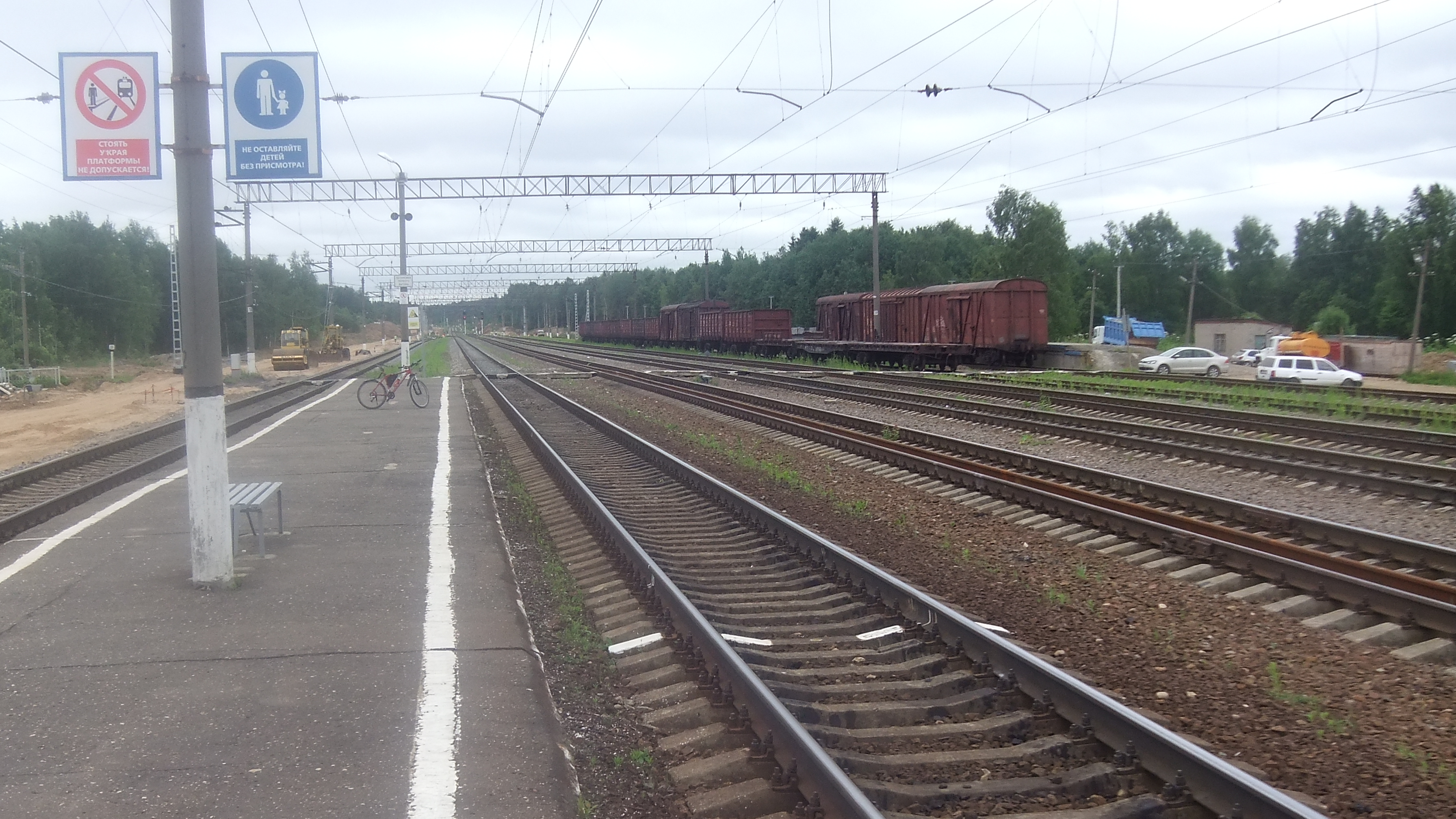
Вид на северо-запад
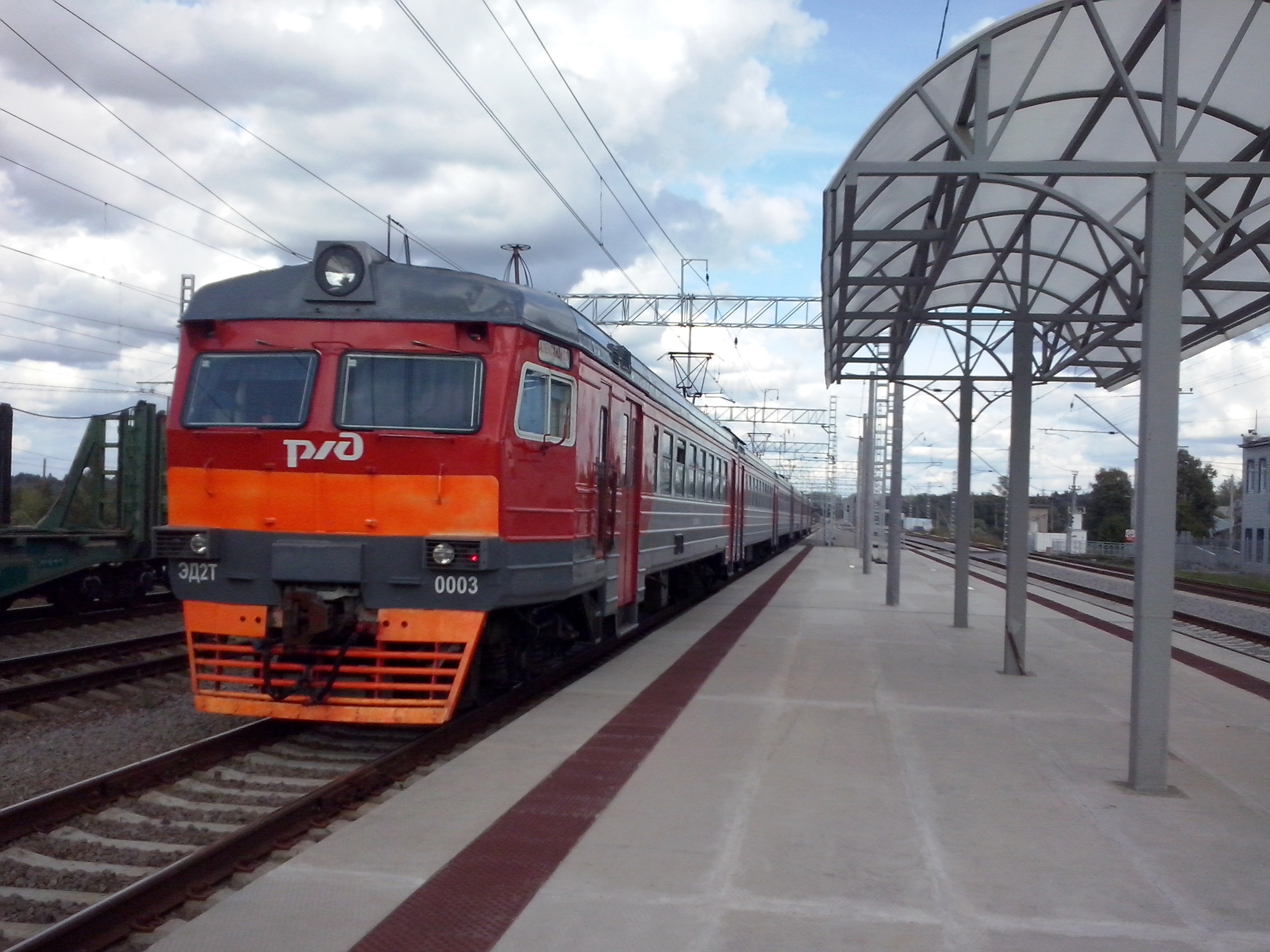
Электропоезд у платформы
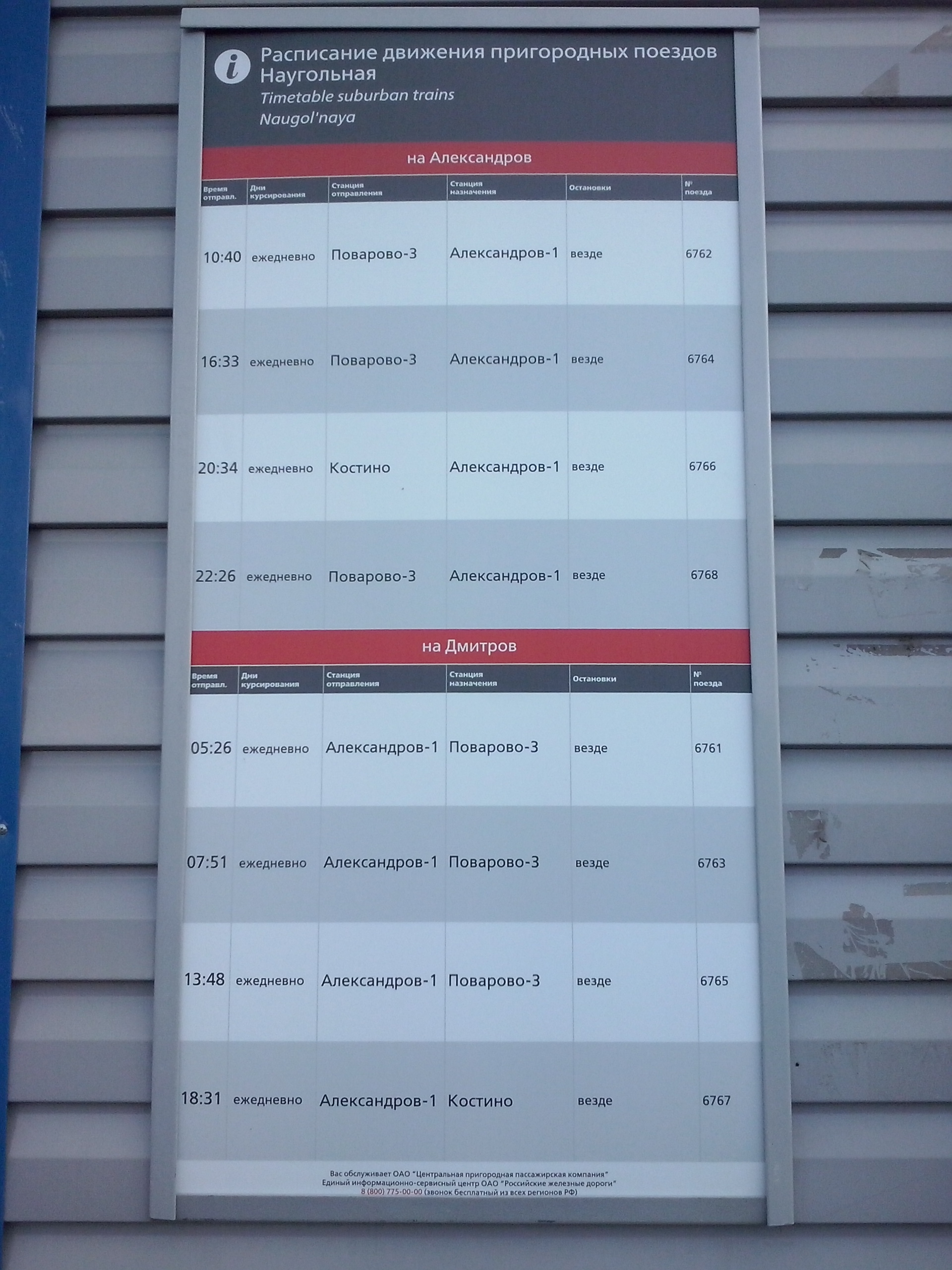
Расписание движения поездов на станции в августе 2014
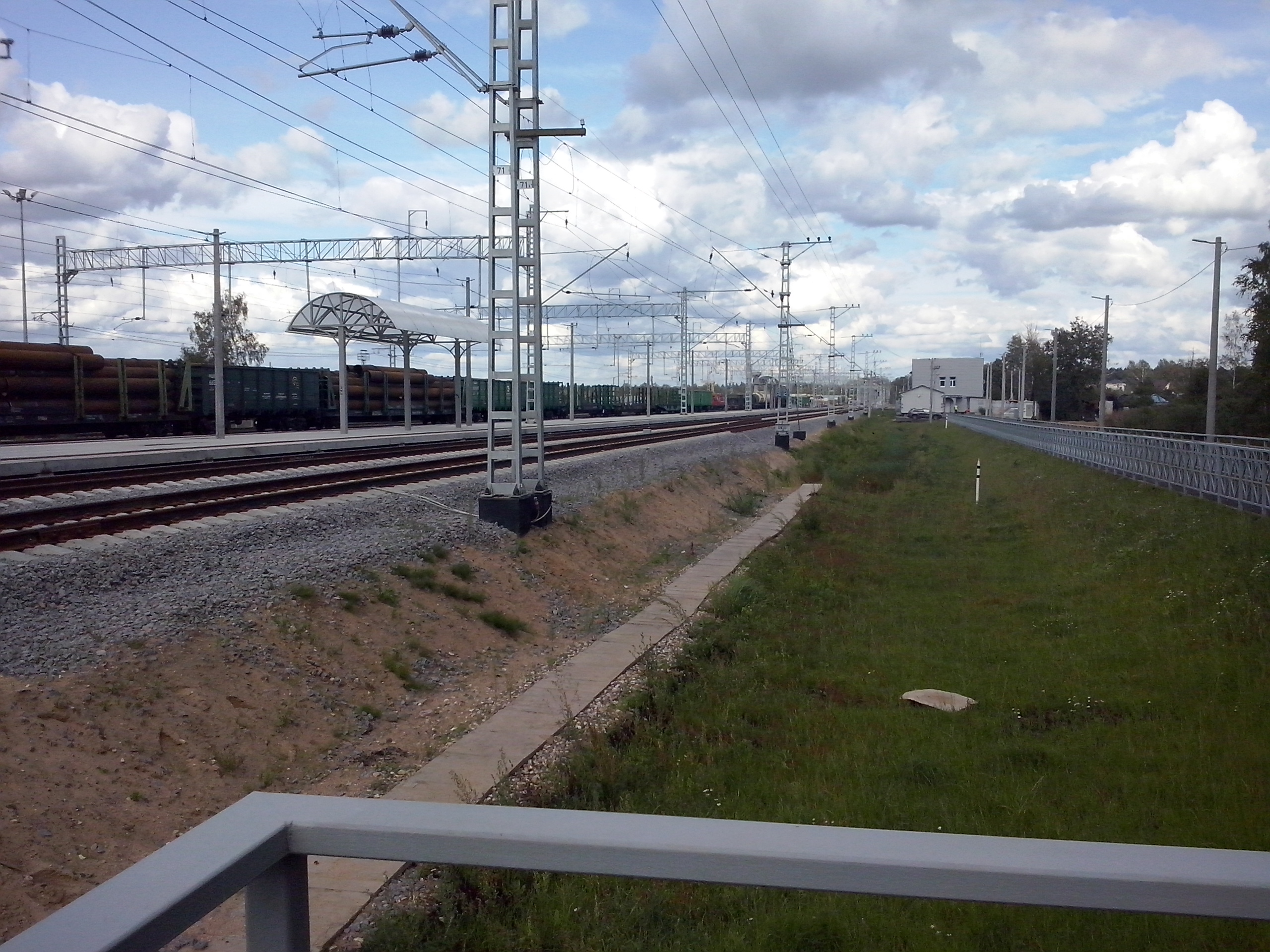
Вид на платформу с запада
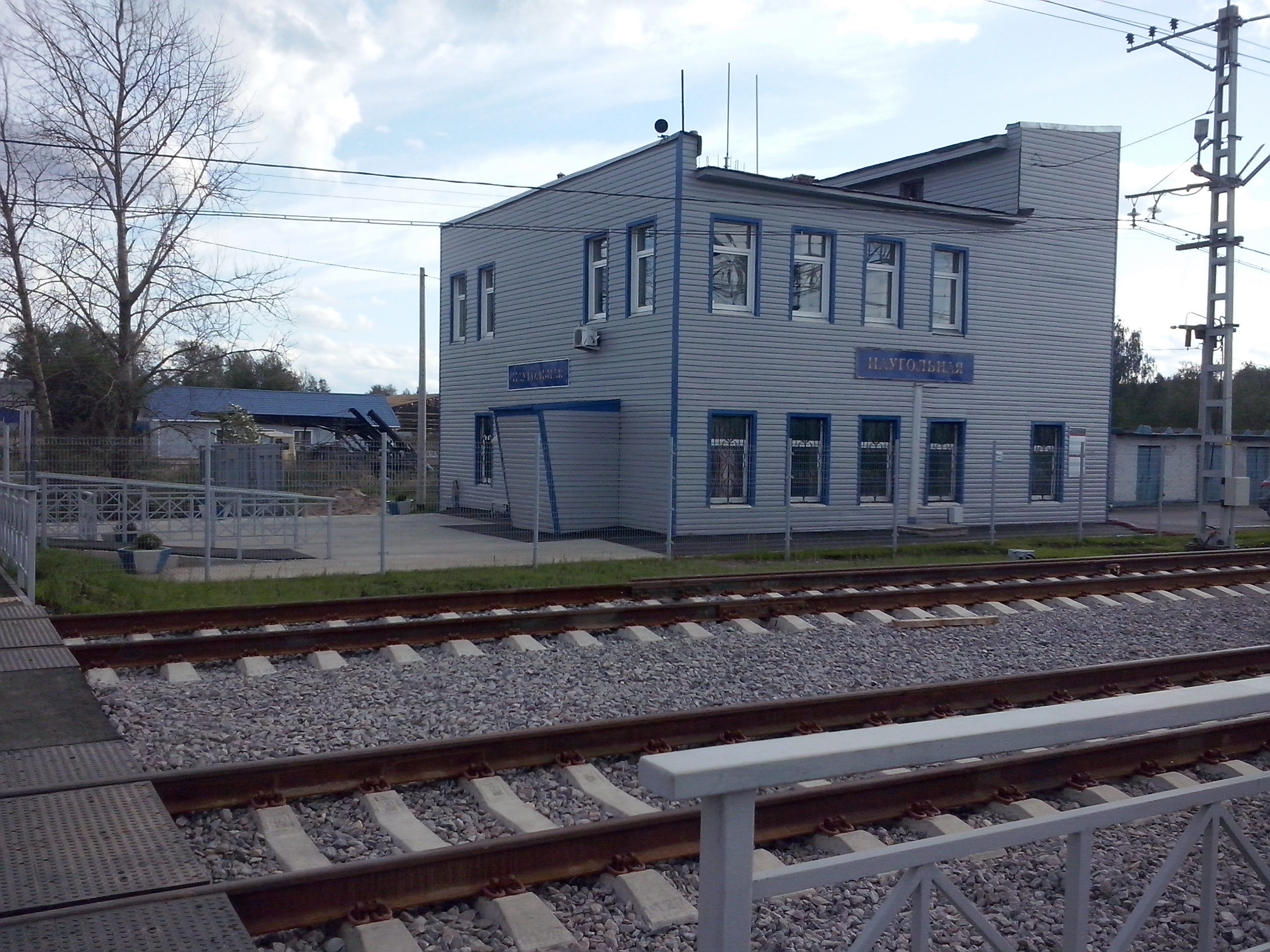
Станционное здание